# Полицейский и бандит
«Полицейский и бандит» (англ. Smokey and the Bandit) — художественный фильм в жанре комедийного боевика, снятый кинорежиссёром Хэлом Нидэмом в 1977 году.

## Сюжет
Богатый техасец Большой Энос Бёрдетт (Пат Маккормик) и его сын, Малый Энос (Пол Виллиамс) ищут водителя грузовика, который согласился бы вывезти пиво Coors в Джорджию для небольшого пикника. По федеральным законам о спиртном того времени продажа и/или перевозка «Корса» к востоку от реки Миссисипи рассматривалась как бутлегерство, и предыдущие смельчаки были пойманы и арестованы. На местном родео грузовиков техасцы находят легендарного водителя Бо «Бандита» Дарвилла (Бёрт Рейнольдс) и предлагают ему 80 тысяч долларов за доставку 400 ящиков пива Coors из Тексарканы, штат Техас, на гонку серийных автомобилей «Южная Классика» в Джорджии — за 28 часов. Бандит принимает ставку и зовёт в напарники своего товарища по имени Кледус «Снеговик» Сноу (Джерри Рид), чтоб тот управлял грузовиком (Сноу берёт с собой своего пса, породы бассет-хаунд по кличке Фред для компании). Бандит покупает чёрную машину Pontiac Trans Am, на котором он будет ехать сам и отвлекать внимание дорожной полиции от грузовика и его груза.
Дуэт прибывает в Техас раньше срока, загружает пиво в грузовик и немедленно выезжает назад в Джорджию. Вскоре после этого Бандит подбирает сбежавшую невесту, профессиональную танцовщицу Карри (Салли Филд), которую он прозывает «Лягушкой», потому что она «постоянно прыгает вокруг». Однако, подобрав Карри, Бо становится мишенью шерифа Бьюфорда Т. Джастиса (Джекки Глисон), чей симпатичный, но очень наивный сын Джуниор (Майк Генри) должен был в этот день стать мужем Карри.
Всё остальное в фильме — по существу одно большое высокоскоростное преследование: Бандит и Лягушка постоянно привлекают внимание местной полиции и полиции штатов, в то время как Снеговик мчится в восточном направлении с контрабандным грузом на борту. Несмотря на выезд за пределы своей юрисдикции, шериф Джастис с сыном продолжают преследовать Бандита, даже когда различные неудачи рвут их полицейскую автомашину на детали. Бандиту и Снеговику сильно помогает множество персонажей, встречающихся по пути, со многими из которых они связываются через свои Си-Би радиостанции. Ни Джастис, ни какой-либо другой полицейский так никогда и не узнают о незаконном грузе Снеговика.
Несмотря на почти постоянное полицейское преследование и несколько заслонов на дороге, Бандит, Снеговик, Лягушка и Фред прибывают на Южную Классику с полной фурой «Корса» и десятью минутами в запасе. Вместо того, чтобы взять вознаграждение, они принимают новое предложение техасцев — поехать в Бостон и привезти клэм-чаудер за 18 часов и двойную плату или ничего. Когда они отъезжают в Бостон на одном из Кадиллаков Большого Эноса, то видят на обочине ужасно разбитый автомобиль Джастиса. Бандит вызывает его по радио и выдаёт себя за Большого Эноса, чтобы дать ему ложный след, но затем решает, что Джастис «слишком хороший человек» и говорит ему: «Посмотри через левое плечо.» Как только Бандит и его друзья срываются с места, Джастис вызывающе кричит, что он ещё не закончил, и продолжает своё преследование, а запчасти летят от его разбитого патрульного автомобиля, в то время как сын бежит сзади, умоляя отца не оставлять его.

## В ролях
| Актёр          | Роль                                    |
| -------------- | --------------------------------------- |
| Бёрт Рейнольдс | «Бандит» Бо Дервил                      |
| Салли Филд     | «Лягушонок» Карри                       |
| Джерри Рид     | «Снеговик» Кледус Сноу                  |
| Джеки Глисон   | шериф Бьюфорд Т. Джастис                |
| Мик Генри      | Джастис младший                         |
| Пат МакКормик  | Энос Бардет старший                     |
| Пол Уильямс    | Энос Бардет младший                     |
| Хэнк Уорден    | водитель грузовика (в титрах не указан) |

## История создания
Режиссёр Хал Нидхэм первоначально планировал фильм как низкобюджетное кино с Джерри Ридом в роли Бандита. В то время Нидхэм гостил у своего друга Бёрта Рейнольдса и попросил его ознакомиться со сценарием. Рейнольдс оценил его как "один из самых худших", но сама идея трюкового фильма про контрабанду пива показалась ему интересной. Используя своё собственное влияние и связи в Голливуде, Рейнольдс выбил более щедрое финансирование и сам снялся в главной роли. Рид же сыграл друга Бандита, Снеговика, а позднее и в роли Бандита в фильме «Полицейский и бандит 3».
«Бьюфорд T. Джастис» было именем настоящего служащего Дорожной полиции Флориды, знакомого отца Бёрта Рейнольдса, который сам некогда был начальником полиции флоридского города Ривьера Бич. Выражение «sombitch» (сокращение от «son-of-a-bitch») тоже пришло в фильм от отца Рейнольдса, так как было одним из его любимых ругательств.
Джекки Глизону дали существенную свободу действий в диалогах и предложениях. В частности, сцена, где шериф Джастис бессознательно сталкивается с Бандитом в забегаловке, не была в первоначальном сценарии, это была идея Глизона.
Создатели использовали четыре чёрных купе Trans Am и два седана Pontiac LeMans, все они были предоставлены фирмой Pontiac. К концу съёмок лишь один Trans Am и один LeMans с трудом удавалось поддерживать на ходу, главным образом за счёт ремонта с использованием деталей, снятых с разбитых машин.
В фильме также использовались три грузовика Kenworth W900A со спальными отсеками шириной 38", за рулём которых сидел персонаж Джерри Рида «Снеговик». Два грузовика были модели 1974 года, что подтверждается стандартными серебряными эмблемами Kenworth на решётке радиатора, а один модели 1973 года, что видно по позолоченной эмблемой Kenworth в честь 50-летия фирмы. Все грузовики были цвета коричневый кофе с полосами и линовкой золотистого цвета. С грузовиками применялся 48-футовый прицеп производства Hobbs Trailers с холодильной установкой Thermo King Refrigeration. 
Основные съёмки проходили в штате Джорджия — в городах Макдоно и Джонсборо. Сцены в Тексаркане были сняты в Джонсборо и окрестностях, а многие сцены с погонями были сняты на автодорогах Georgia State Route 400, Interstate 85 и в Макдоно.
Эта картина вдохновила несколько других фильмов о грузоперевозках, включая два сиквела, «Полицейский и бандит 2» (первоначально известный как «Полицейский и бандит снова в пути» в Соединённом Королевстве), и «Полицейский и бандит 3». В 1994 также вышла серия телефильмов («Бандит едет по стране», «Бандит Бандит», «Красавица и Бандит» и «Серебряный ангел Бандита») от автора и режиссёра оригинального фильма Хэла Нидхэма, основанная на более ранних версиях, с актёром-лауреатом Эмми Брайаном Блумом в роли Бандита. В трёх первых кинокартинах задействованы два поколения Pontiac Trans Am (в то время как телеверсия фильма представляет Dodge Stealth). Фильм стал вторым по кассовым сборам среди картин 1977 года, уступив лишь «Звёздным войнам».

## Саундтрек
Заглавную тему фильма Eastbound and Down исполнил Джерри Рид. Песня написана самим Джерри Ридом (в титрах записан под именем, данным при рождении, Джерри Хаббард) и Диком Феллером. Она стала визитной карточкой Рида и вошла во многие альбомы, включая Country Legends и его живой альбом Jerry Reed: Live Still. В 1991 году Крафтон Бек аранжировал её для оркестра, а Эрих Кунцель и Cincinnati Pops Orchestra записали её для альбома Down on the Farm.

## Реакция
Кинокритик Леонард Малтин дал фильму хорошую оценку (3 звезды из 4 возможных) и так охарактеризовал фильм в своём ежегоднике Movie Guide: «Столь же тонкий как Три балбеса, но по сравнению с последующими продолжениями и бесчисленными переделками — классика».

## Награды и номинации
За работу над фильмом Уолтер Ханнеман и Анжело Росс были номинированы на «Оскар» в категории "Лучший монтаж".

## Телецензура и альтернативные версии
Когда «Полицейский и бандит» впервые вышел на американском сетевом телевидении в начале 1980-х годов, цензоры столкнулись с необходимостью смягчения грубого языка фильма. Для этой цели они передублировали диалог, который посчитали оскорбительным, что было (и остаётся, в какой-то степени) общей практикой. Самое заметное изменение, сделанное для сетевого вещания, состоит в замене часто-произносимой фразы Бьюфорда «Sumbitch» (сокращение от «Son of a Bitch — Сукин сын»; обычно в адрес Бандита) на эвфемизм «Scum Bum — подонок». Эта фраза стала популярна среди детей, и в 2007 Hot Wheels выпустили игрушечный Firebird Trans Am модели 1970 года с надписью «Scum Bum» на хвосте. Телеверсии первых двух фильмов о Бандите всё ещё регулярно показывают по телевидению, хотя в последние годы несколько телеканалов продемонстрировали неотредактированную версию, так как часть фразеологии (таких как «(son of a) bitch», «ass» и т. д.) стала более приемлемой на ТВ.
Первоначальные актёры главным образом передублировали свои собственные строки для телевизионной версии, кроме Джекки Глизона. Актёр Генри Корден, озвучивший Фреда Флинтстоуна после кончины оригинального исполнителя Алана Рида, заменил значительное количество диалогов шерифа Джастиса. Это создаёт интересный ряд связей, ибо Флинтстоуны были основаны на комедии положений 1950-х Проводящие медовый месяц, с Джекки Глизоном в главной роли. Фред Флинтстоун из мультфильма основан на персонаже Глизона, Ральфе Крамдене.
В Великобритании жёстко дублированную версию показывали в течение многих лет, особенно по BBC. Однако, в более последние годы, показали оригинальную версию (на ITV, коммерческом канале), с местами вырезанными крепкими выражениями.
Театральный релиз самого кино имел несколько удалённых строк, включая творческое редактирование, в котором шериф Джастис говорит заместителю шерифа «fuck off». Его слова заглушает проезжающий мимо грузовик (хотя весьма вероятно, что это было сделано для комичного эффекта, не столько ради цензуры).
В 2005 было выпущено DVD-издание с цифровой аудиодорожкой 5.1 Dolby. Многие из оригинальных звуков фильма были заменены. Например, запуск и работа дизельного двигателя в открывающем эпизоде фильма были полностью передублированы с полностью новым звуком. Несколько других примеров «замены звукового эффекта» можно обнаружить, когда Бандит уходит после попытки привлечь неохотного Клетуса в дело, и когда визжат тормоза в моментах на шоссе до того, как сядет Карри. Некоторые из первоначальных звуковых эффектов (например лай пса Клетуса Фреда) и музыка (типа заключительного преследования к Южной Классике) были удалены и не заменены. Более ранние DVD-релизы фильма имеют оригинальный саундтрек.